# Lugano (kanton)
Het kanton Lugano was een kanton ten tijde van de Helvetische Republiek 1798 - 1803.
Het omvatte vier Italiaanstalige landvoogdijen Lugano, Mendrisio, Locarno en Valmaggia.
De hoofdstad van het kanton was Lugano.
Na 5 jaar werden met de mediationsakte in 1803 de kantons van Bellinzona en Lugano verenigd onder de naam Ticino.
- Gemeinsame Normdatei: 7732091-8
- Historisch woordenboek van Zwitserland: 008637